# Bruno Migliorini
Bruno Migliorini (Rovigo, 19 novembre 1896 – Firenze, 18 giugno 1975) è stato un linguista, filologo, esperantista e lessicografo italiano, noto fra l'altro come autore della Storia della lingua italiana (1960), la prima grande storia scientifica della lingua italiana, per i suoi studi sull'italiano del Novecento, come propugnatore di una forma moderna di purismo (il cosiddetto neopurismo), e per essere stato per vari anni presidente dell'Accademia della Crusca.

## Biografia

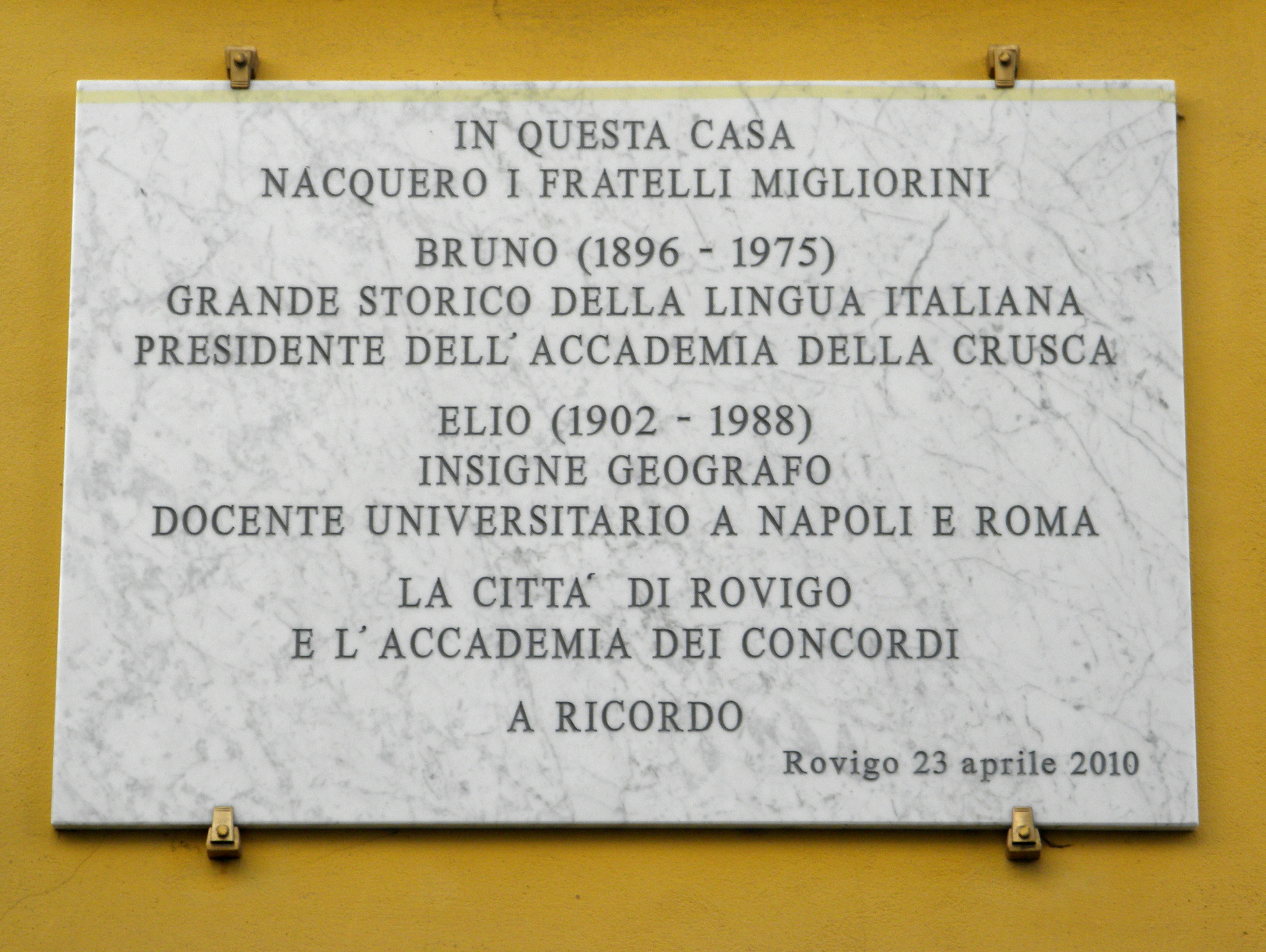
Rovigo: lapide commemorativa a ricordo della nascita di Bruno ed Elio Migliorini posta sull'abitazione dove nacquero sita in Via Alberto Mario

Nato a Rovigo nel 1896, dopo aver terminato il liceo, studiò due anni all'Università Ca' Foscari di Venezia, quindi alla Facoltà di Lettere dell'ateneo di Padova. Dopo Caporetto, seguendo in questo la sorte di molte altre famiglie venete dell'epoca, dovette sfollare a Roma, dove, all'Università "La Sapienza", conobbe quelli che divennero i suoi maestri — i filologi Ernesto Monaci e Cesare De Lollis — e partecipò, sin dal primo fascicolo, a La Cultura.
Già lettore di francese e incaricato di Linguistica neolatina a Pisa (1920-1933), fu redattore capo della Enciclopedia Italiana dal 1930 al 1933, quando succedette a Angelo Monteverdi nella cattedra di Lingue e letterature neolatine dell'Università di Friburgo (1933-1938); nel 1936 nacque suo figlio Paolo Migliorini. Quindi ricoprì la prima cattedra ufficiale di Storia della lingua italiana, inaugurata appositamente dall'Università di Firenze nel 1938. Mantenne tale incarico fino al 1967.
Nel 1939 fondò con Giacomo Devoto la rivista Lingua nostra, di cui in seguito divenne direttore. Si deve a lui il termine regista, introdotto negli anni trenta al posto del francesismo regisseur, durante la campagna di italianizzazione delle parole straniere del regime fascista.
Nella sua concezione, nota anche con il nome di neopurismo, il compito dello studioso non è solo quello di limitarsi a descrivere la realtà linguistica, ma d'intervenire attivamente nello sviluppo dell'italiano, tendendo a escludere dalla lingua quelle voci straniere e quei neologismi che siano in contrasto con la struttura della lingua, favorendo, invece, i neologismi necessari e ben foggiati.
Presidente dell'Accademia della Crusca dal 1949 al 1963 e socio nazionale dell'Accademia dei Lincei dal 1958, è stato uno dei linguisti italiani più autorevoli del XX secolo. Fu anche direttore responsabile della rivista Studi di filologia italiana dal 1958 al 1962.
Nella sua opera si occupò prevalentemente dei problemi della lingua nazionale e del rapporto fra lingua e cultura, e secondariamente della ricerca delle lingue ausiliarie internazionali e in particolare dell'esperanto, che aveva appreso in giovane età. Tra gli esponenti del movimento esperantista italiano, redasse il Manuale di Esperanto.
Fu membro del Comitato Linguistico dal 1922 e poi dell'Accademia di Esperanto dal 1925, di cui fu anche vicepresidente fino alle dimissioni nel 1938. Ne fu nuovamente Socio Corrispondente dal 1973 al 1975.
Nel 1923 fu membro onorario della Cattedra italiana di Esperanto, oggi Istituto Italiano di Esperanto. Nel 1919 aveva partecipato alla fondazione della sua sezione romana, il Roma Esperanto-Instituto, assieme a Luigi Giambene, Alfredo Stromboli e D. Cossaro; l'associazione si proponeva di promuovere «[...] l'insegnamento della lingua ausiliaria internazionale [...] e la diffusione del suo utilizzo nelle relazioni internazionali».
La sua biblioteca e i suoi schedari sono conservati nel fondo miglioriniano della biblioteca dell'Accademia della Crusca.
Con Carlo Tagliavini e Piero Fiorelli, è uno dei tre autori principali della prima edizione a stampa (1969) del Dizionario d'ortografia e di pronunzia della ERI.
Morì a Firenze, a settantotto anni, nel 1975, e venne sepolto nel cimitero di Trespiano.

## Opere
- Manuale di Esperanto, San Vito al Tagliamento, Paolet, 1922. Riedizione libera in pdf del 1995 (CEE, MIlano)
- Dal nome proprio al nome comune, 1927.
- Lingua contemporanea, Firenze, Sansoni, 1938. - III ed. riveduta e ampliata, Sansoni, 1943.
- Saggi sulla lingua del Novecento, Firenze, Sansoni, 1941.
- Pronunzia fiorentina o pronunzia romana?, Firenze, Sansoni, 1945.
- Linguistica, Firenze, Le Monnier, 1946.
- Che cos'è un vocabolario?, Edizioni della Bussola, 1946. - III ed., Firenze, Le Monnier, 1961.
- Elementi di stilistica e di versificazione italiana per le scuole medie superiori, Firenze, Le Monnier, 1948.
- Grammatica italiana per la scuola media inferiore, Firenze, Le Monnier, 1948.
- Lingua e cultura, Roma, Tumminelli, 1948.
- con Aldo Duro, Prontuario etimologico della lingua italiana, Torino, Paravia, 1949.
- con Fredi Chiappelli, Lingua e stile. Nozioni di grammatica, stilistica e versificazione, Firenze, Le Monnier, 1954.
- Conversazioni sulla lingua italiana, Firenze, Le Monnier, 1956.
- Saggi linguistici, 1957.
- La lingua italiana d'oggi, Torino, Eri, 1959.
- Storia della lingua italiana, Firenze, Sansoni, 1960. Premio Viareggio di saggistica, ex aequo[9] - Introduzione di Ghino Ghinassi, Milano, Bompiani, 1994-2017; nuova ed., collana "Tascabili. Saggi", Bompiani, 2019, ISBN 978-88-301-0014-5.
- Parole nuove, Milano, Hoepli, 1963.
- Vocabolario della lingua italiana 1965, Paravia, Torino.
- con Ignazio Baldelli, Breve storia della lingua italiana, Firenze, Sansoni, 1991.
- con Carlo Tagliavini e Piero Fiorelli, Dizionario d'ortografia e di pronunzia, Torino, ERI, 1969.
- Lingua d'oggi e di ieri, 1973.
- Cronologia della lingua italiana, Firenze, Le Monnier, 1975.
- Parole d'autore (Onomaturgia), Firenze, Sansoni, 1975.
- Parole e storia. Fogli di vocabolario, Milano, Rizzoli, 1975.
- La lingua italiana nel Novecento, con un saggio introduttivo di Ghino Ghinassi, a cura di Massimo L. Fanfani, Firenze, Le Lettere, 1990.